# Uzdrowienie opętanego niemowy
Uzdrowienie opętanego niemowy – cud Jezusa dokonany podczas jego publicznej działalności w Galilei w okolicach Kafarnaum, opisany w dziewiątym rozdziale Ewangelii według św. Mateusza.

## Treść przekazu ewangelicznego
Ewangelista Mateusz umieścił opis egzorcyzmu zaraz po opisie uzdrowienia dwóch niewidomych a przed opisem rozesłania dwunastu apostołów. Opętany niemowa (gr. κωφον δαιμονιζομενον) został przyprowadzony do Jezusa. Zaraz po egzorcyzmie opętany niemy przemówił, na co żywo zareagował tłum. Cud Jezusa spotkał się też z reakcją faryzeuszów, którzy oskarżyli go o współdziałanie z szatanem.

## Mateuszowy opis cudu i jego teologia
Tekst w tabeli został zaczerpnięty z Biblii Tysiąclecia.
| Ewangelia Mateusza rozdz. 9 |
| --- |
| 32Gdy ci wychodzili, oto przyprowadzono Mu niemowę opętanego. 33Po wyrzuceniu złego ducha niemy odzyskał mowę, a tłumy pełne podziwu wołały: «Jeszcze się nigdy nic podobnego nie pojawiło w Izraelu!» 34Lecz faryzeusze mówili: «Wyrzuca złe duchy mocą ich przywódcy». |

Na marginaliach perykopy o uzdrowieniu opętanego niemego w Biblii Jerozolimskiej redaktorzy zasugerowali, iż jest ona powtórzona w samym tekście Ewangelii według św. Mateusza w rozdziale dwunastym (wersety 22-24). Ta z kolei jest paralelna z fragmentem perykopy w Ewangelii Łukasza w rozdziale jedenastym (wersety 14-15). Ewangelista Łukasz, podobnie jak Mateusz w powtórzeniu w rozdziale dwunastym, kontynuuje dyskurs, przechodząc do Chrystusowego upomnienia o palcu Bożym, nadejściu królestwa Bożego oraz porównania do mocarza strzegącego dworu. Wymowa znaku dokonanego przez Jezusa jest jednoznaczna: Chrystus jest Panem, poddane mu są wszystkie władze i stworzenia, przyszedł, by zbawić człowieka, uwolnić go od konsekwencji grzechu.